# 630년대
630년대는 630년부터 639년까지를 가리킨다.